# Raimundo Boi
Raimundo Nonato Pires dos Santos, conhecido como Raimundo Boi, (Miracema do Norte, 31 de agosto de 1946) é um médico e político brasileiro.

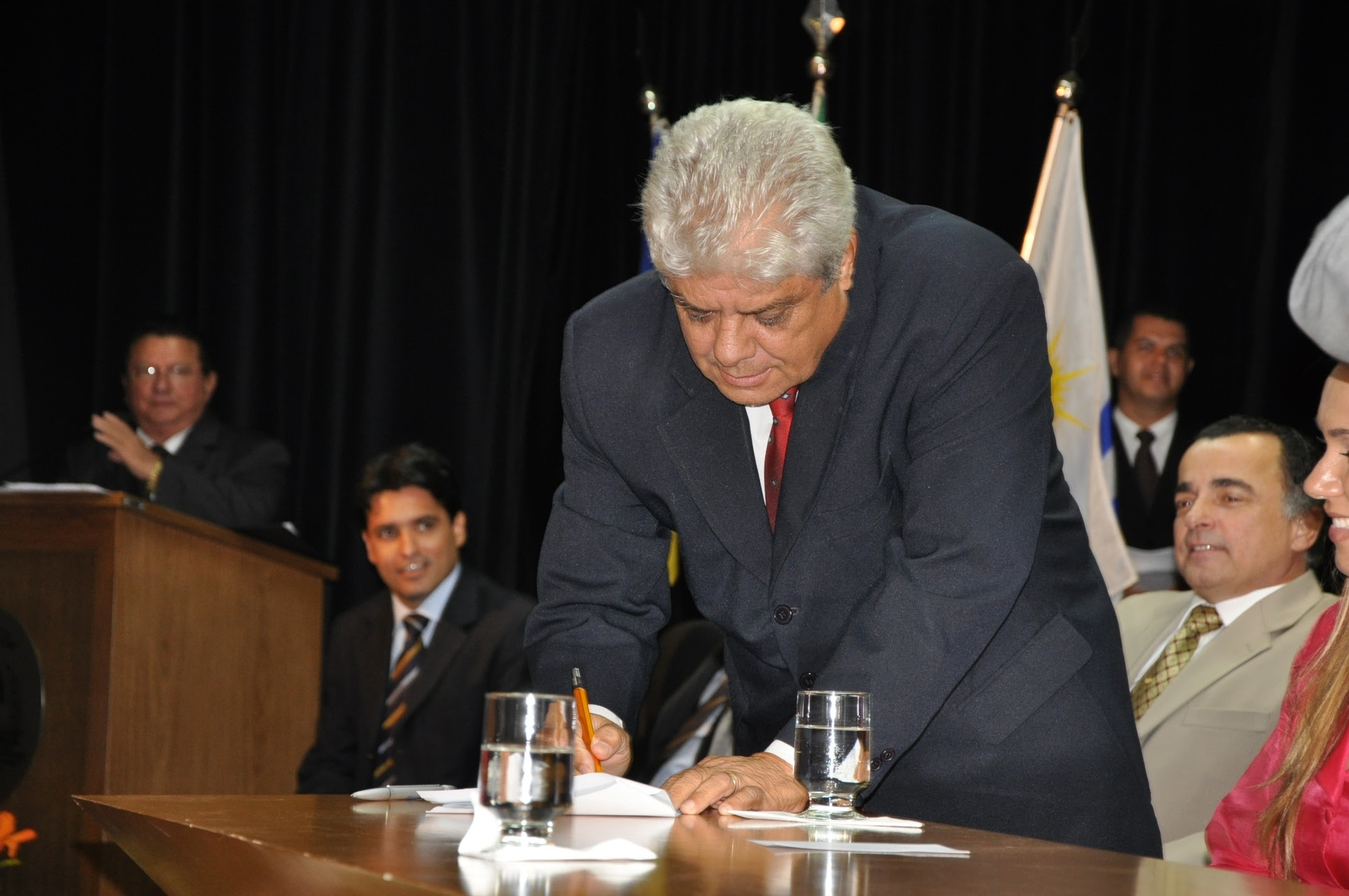
Posse como governador do Estado.

Foi deputado estadual por dois mandatos, vice-governador (também por dois mandatos) e governador do estado do Tocantins, no período de 4 de abril de 1998 até 1 de janeiro de 1999, após a decisão do então governador Siqueira Campos de renunciar ao cargo para disputar a reeleição.
Ele foi o primeiro governador do Tocantins nascido no território do estado.